# Wohn- und Wirtschaftsgebäude Specken 4
Das Wohn- und Wirtschaftsgebäude Specken 4 in Syke, Ortsteil Gödestorf, stammt von 1840.
Das Gebäude steht unter Denkmalschutz (Siehe auch Liste der Baudenkmale in Gödestorf).

## Geschichte
Gödestorf wurde erstmals 1124 als Gatisdorf erwähnt.
Das eingeschossige Hallenhaus in Fachwerk mit der Ziegelausfachungen, mit Krüppelwalmdach, Niedersachsengiebel mit Uhlenloch und den Pferdeköpfen am Giebel wurde 1840 gebaut. Über der breiten und tiefen Grooten Door mit Korbbogen steht am Balken: „Wohl mir! – mein Stand ist auch vom Herrn, drum bau ich meinen Acker gern. Gott schuf das Feld, er schuf’s für mich, er segnet und beglücket mich. Errichtet am 25sten Mai 1840. Meister Hinrich Thalmann.“ Darunter steht: „Johann Hinrich Gerdes und Anna Adelheit Sengstake“.